# 唇スカーレット
「唇スカーレット」（くちびるすかーれっと）は、2019年3月6日に発売された山内惠介の20枚目のシングル。

## 解説
- ジャケットとカップリング曲が異なる8タイプをリリース。また、唄盤には表題曲「唇スカーレット」のミュージック・ビデオを収録したDVDが付属されている[4]

- 作家陣は前作「さらせ冬の嵐」と同じく作詞・松井五郎、作曲・水森英夫、編曲・馬飼野俊一によるもの[10]。

## 収録曲

### 赤盤
1. 唇スカーレット (03:42)
作詞：松井五郎／作曲：水森英夫／編曲：馬飼野俊一
2. どうすればいい (04:16)
作詞：松井五郎／作曲：水森英夫／編曲：馬飼野俊一
3. 唇スカーレット〜オリジナルカラオケ〜 (03:42)
4. どうすればいい〜オリジナルカラオケ〜 (04:15)

### 黄盤
1. 唇スカーレット (03:42)
作詞：松井五郎／作曲：水森英夫／編曲：馬飼野俊一
2. まんさくの花 (04:20)
作詞：麻こよみ／作曲：水森英夫／編曲：伊戸のりお
3. 唇スカーレット〜オリジナルカラオケ〜 (03:42)
4. まんさくの花〜オリジナルカラオケ〜 (04:19)

### 白盤
1. 唇スカーレット (03:42)
作詞：松井五郎／作曲：水森英夫／編曲：馬飼野俊一
2. ありがとうが、降り積もる。 (04:34)
作詞：もりちよこ／作曲：水森英夫／編曲：馬飼野俊一
3. 唇スカーレット〜オリジナルカラオケ〜 (03:42)
4. ありがとうが、降り積もる。〜オリジナルカラオケ〜 (04:34)

### 唄盤
1. 唇スカーレット (03:42)
作詞：松井五郎／作曲：水森英夫／編曲：馬飼野俊一
2. 唇スカーレット〜男性用オリジナルカラオケ〜 (03:42)
3. 唇スカーレット〜女性用オリジナルカラオケ〜 (03:43)

- DVD収録トラック

1. 唇スカーレット（ミュージックビデオ） (03:46)
2. 唇スカーレット〜男性用カラオケミュージックビデオ〜 (03:46)
3. 唇スカーレット〜女性用カラオケミュージックビデオ〜 (03:46)

### 紫盤
1. 唇スカーレット (03:42)
作詞：松井五郎／作曲：水森英夫／編曲：馬飼野俊一
2. 男心 (05:07)
作詞：麻こよみ／作曲：水森英夫／編曲：伊戸のりお
3. 唇スカーレット〜オリジナルカラオケ〜 (03:42)
4. 男心〜オリジナルカラオケ〜 (05:06)

### 橙盤
1. 唇スカーレット (03:42)
作詞：松井五郎／作曲：水森英夫／編曲：馬飼野俊一
2. ミア・ローザ〜僕の薔薇〜 (03:46)
作詞：円香乃／作曲：水森英夫／編曲：伊戸のりお
3. 唇スカーレット〜オリジナルカラオケ〜 (03:42)
4. ミア・ローザ〜僕の薔薇〜〜オリジナルカラオケ〜 (03:45)

### 桃盤
1. 唇スカーレット (03:42)
作詞：松井五郎／作曲：水森英夫／編曲：馬飼野俊一
2. やばいi (04:17)
作詞：桜木紫乃／作曲：水森英夫／編曲：馬飼野俊一
3. 唇スカーレット〜オリジナルカラオケ〜 (03:42)
4. やばいi〜オリジナルカラオケ〜 (04:16)

### 蒼盤
1. 唇スカーレット (03:42)
作詞：松井五郎／作曲：水森英夫／編曲：馬飼野俊一
2. 海霧の町 (04:10)
作詞：麻こよみ／作曲：水森英夫／編曲：伊戸のりお
3. 唇スカーレット〜オリジナルカラオケ〜 (03:42)
4. 海霧の町〜オリジナルカラオケ〜 (04:09)